# Dicks-Lentz-monument

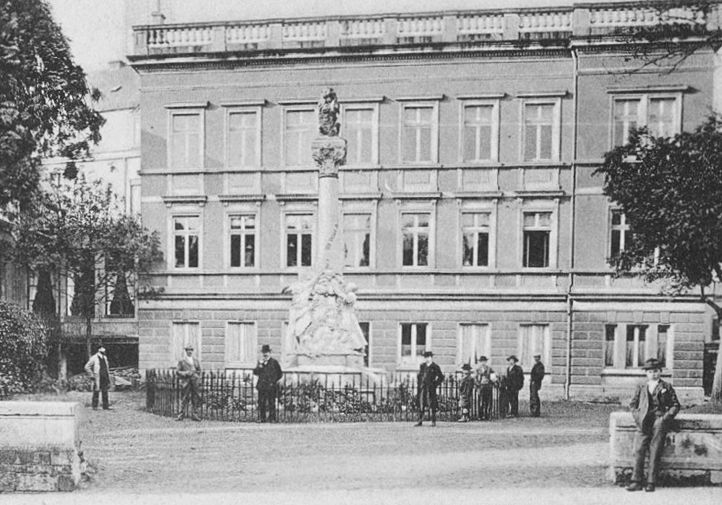
Het monument met hekwerk

Het Dicks-Lentz-monument is een gedenkteken in Luxemburg-Stad, dat herinnert aan Luxemburgs nationale dichters Dicks (1823-1891), en Lentz (1820-1893).

## Achtergrond
In 1891 overleed in Vianden de dichter en toneelschrijver Edmond de la Fontaine, die bekend werd onder zijn pseudoniem Dicks. In 1893 overleed Michel Lentz, dichter en schrijver van het volkslied Ons Heemecht. Na het overlijden van elk van hen werd een commissie gevormd om een monument voor hen op te richten. Op initiatief van staatsminister Paul Eyschen werden de beide commissies eind 1893 samengevoegd, om te komen tot een gezamenlijk monument voor beide dichters. In 1894 werd een commissie gevormd, bestaande uit Eyschen, ingenieur en oud-politicus Tony Dutreux en Franz Heldenstein, oud-voorzitter van de Cercle Artistique de Luxembourg, om een ontwerpwedstrijd voor het gedenkteken te organiseren. In de aanloop daarnaartoe stelde Kamer van Afgevaardigden een bedrag van 12000 Luxemburgse frank beschikbaar en werd via collectes en concerten het benodigde geld binnengehaald. Pas in september 1895 werd de wedstrijd daadwerkelijk uitgeschreven en liet commissiesecretaris Pol Clemen weten dat Luxemburgse kunstenaars en architecten hun projecten mochten indienen voor de bouw van een monument ter vereeuwiging van de herinnering aan de twee dichters. De vorm was vrij, maar de commissie achtte het wenselijk dat "de gelaatstrekken van de twee dichters door medaillons worden weergegeven en dat het monument de gevoelens van vrijheid, onafhankelijkheid en vaderlandsliefde die door de twee kunstenaars worden bezongen, in herinnering brengt".
Er werden begin 1896 acht ontwerpen ingediend, twee anoniem en de andere waren van de schilder Alphonse Jungers, beeldhouwers Jean- Pierre Dieschbourg en Pierre Federspiel, en de architecten Lieffring, Leo Suttor en Georges Traus. Naast zijn eigen ontwerp had Federspiel ook de maquette voor Traus uitgevoerd. De jury koos voor het ontwerp van Traus en Federspiel. Zij toonden twee jonge mensen op een bankje, als symbool voor het Luxemburgs volkslied. Het ontwerp viel buiten de jury niet direct in de smaak en werd een aantal malen aangepast. Het jonge paar werd vervangen door een staalarbeider met hamer en gebalde vuist en een jonge meid met bloemenslingers.
Het Dicks-Lentz-monument werd geplaatst in een plantsoen in de noordwesthoek van de Place d'Armes. Op 11 oktober 1903 werd het gedenkteken ingehuldigd, waarbij burgemeester Mousel en Staatsminister Eyschen toespraken hielden. Zang- en muziekverenigingen verleenden medewerking door het uitvoeren van melodieën van Dicks en Lentz. Ruim driehonderd zangers voerden een cantate uit met tekst van Pol Clemen en muziek van Lexi Brasseur.
Het gedenkteken werd aanvankelijk omgeven door een smeedijzeren hekwerk van kunstsmid Etienne Galowich. Het hek is bij een herinrichting van het plein rond 1985 weggehaald en rond het monument werd een bassin met fontein aangelegd. Het bassin is na een nieuwe herinrichting in 2015-2016 weer verwijderd.

## Omschrijving
Het monument is uitgevoerd in Euville en bestaat uit een ronde plint, met drie treden, waarop een zuil is geplaatst. Naast de zuil staat een staalarbeider met schort en voorhamer, zijn rechterarm met gebalde vuist houdt hij in de lucht. Aan de andere zijde staat een jongedame die bloemenslingers rangschikt. Aan de voet van de zuil vormen de slingers een cartouche waarin in halfreliëf de portretten en profil van Dicks en Lentz zijn uitgewerkt. Op het met lauwerkransen beklede kapiteel houdt een zittende, bronzen leeuw het wapen van Luxemburg vast, als symbool voor het groothertogdom. Een inscriptie op de zuil luidt: Mir wëlle bleiwe wat mir sinn, het officieuze motto van Luxemburg, dat is ontleend aan een gedicht van Lentz. Een inscriptie aan de achterzijde vermeldt: 

Dem Dicks am Lentz Vum Letzeburger Volleck opgericht 1903

## Galerij

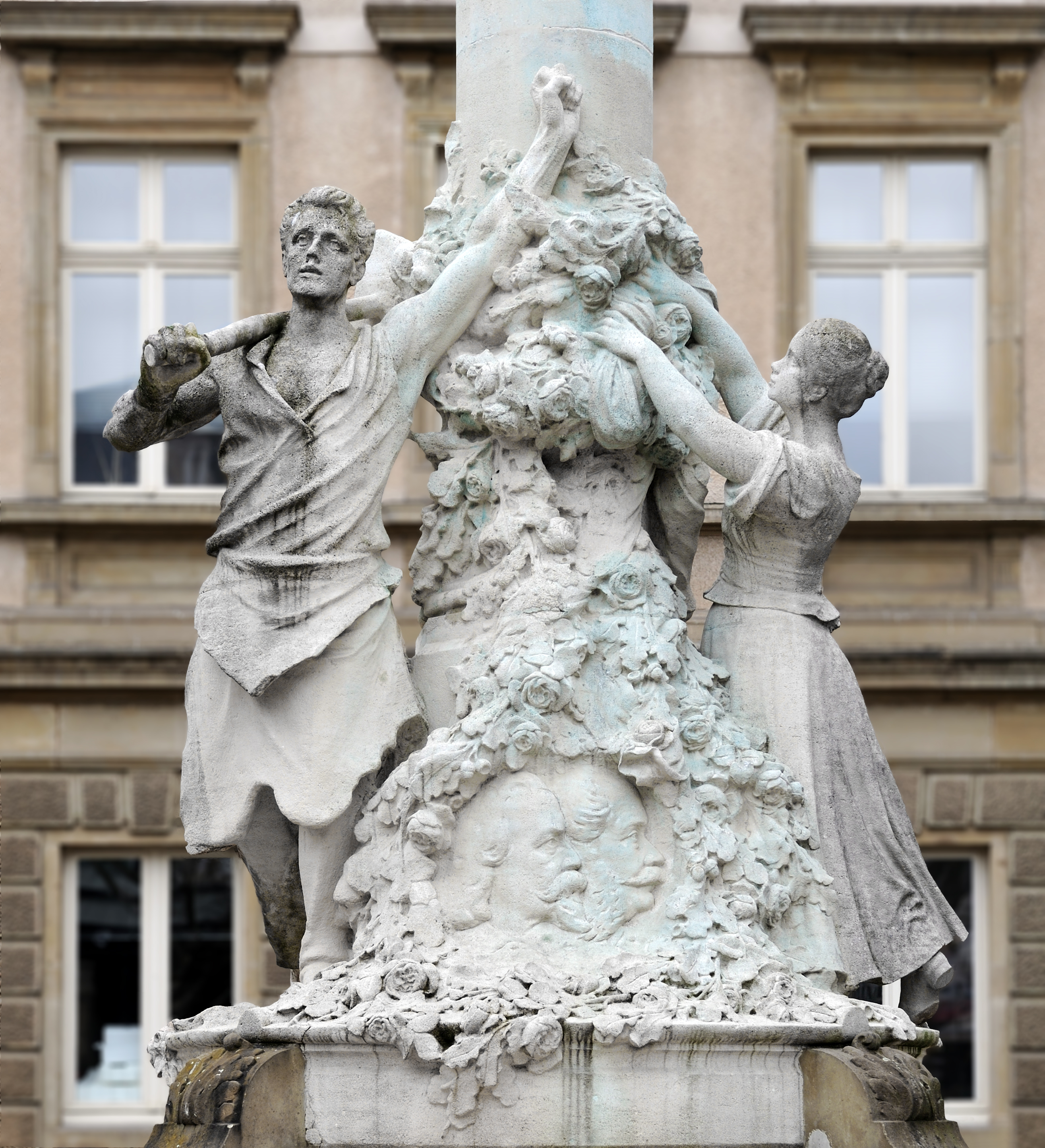
Detail met de portretten van Dicks en Lentz
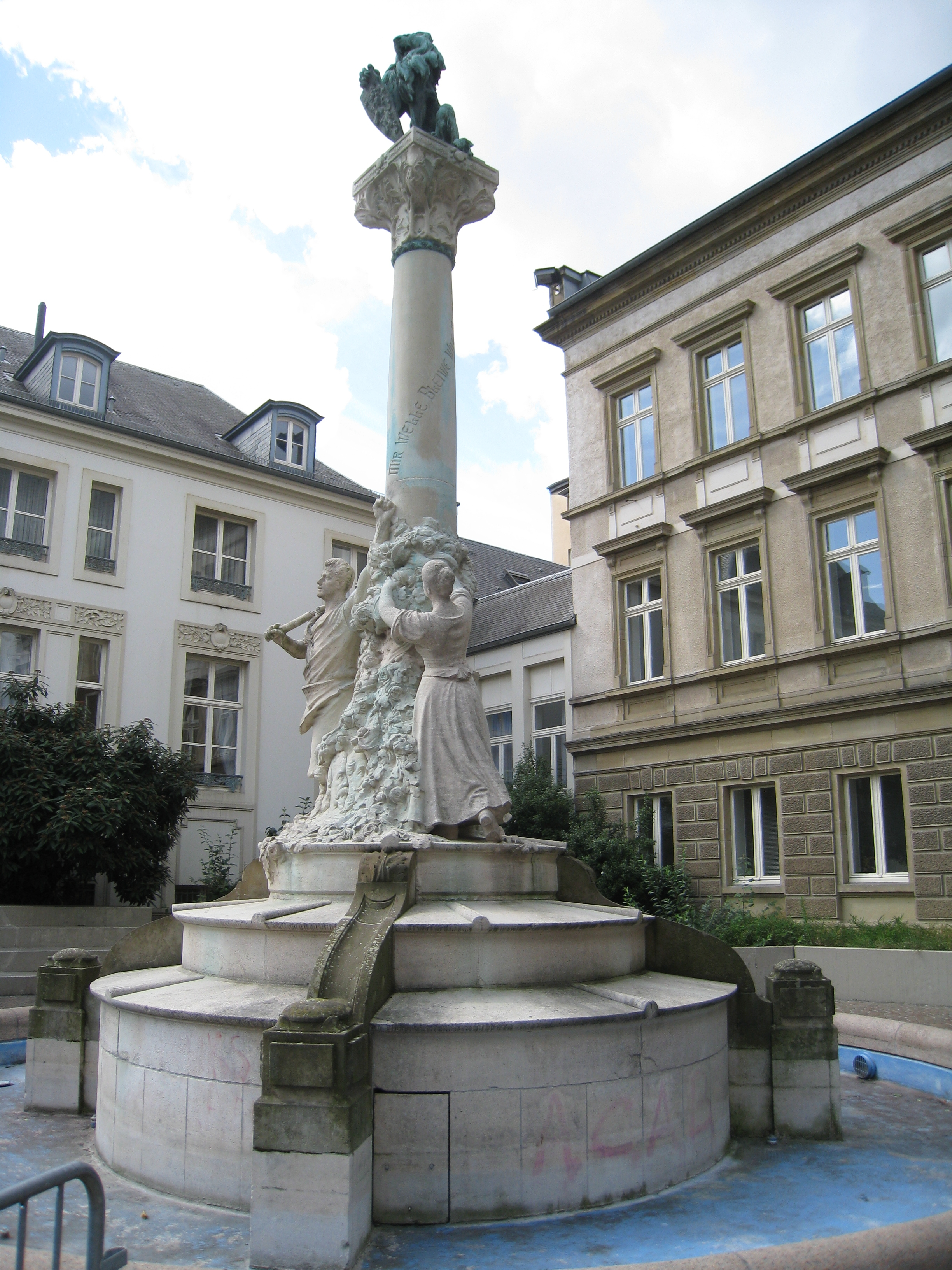
Het monument met bassin
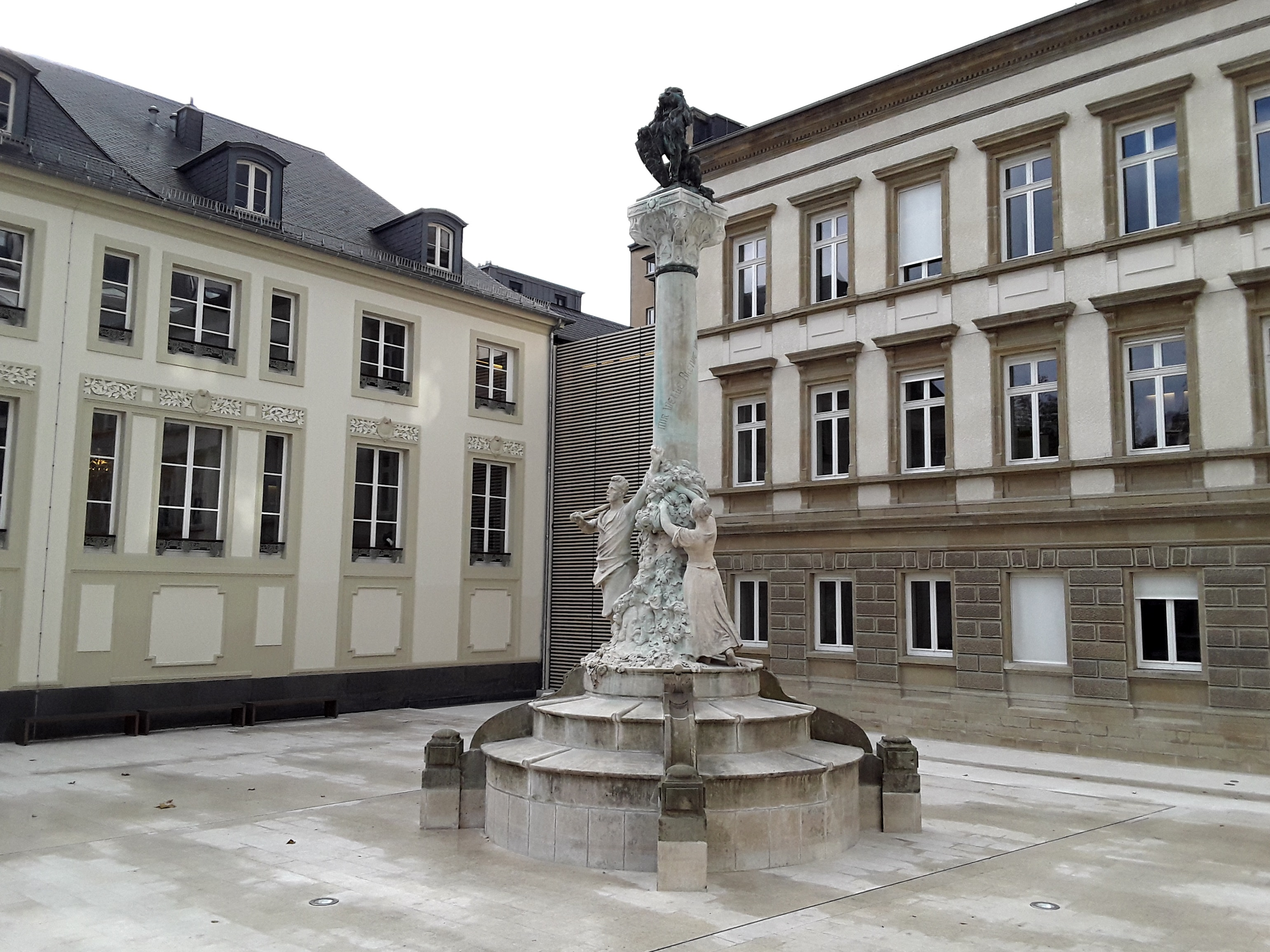
Het monument na de herinrichting in 2016